# Craig Monk
Craig John Monk (* 23. Mai 1967 in Stratford) ist ein ehemaliger neuseeländischer Segler.

## Erfolge
Craig Monk, der für die Royal New Zealand Yacht Squadron segelte, nahm an den Olympischen Spielen 1992 in Barcelona und 1996 in Atlanta in der Bootsklasse Finn-Dinghy teil. 1992 gewann er zwei der insgesamt sieben Rennen und beendete die Regatta mit 64,7 Punkten auf dem dritten Rang hinter José van der Ploeg und Brian Ledbetter, sodass er die Bronzemedaille gewann. Vier Jahre darauf schloss er die Regatta mit 86 Punkten auf dem 13. Platz ab. Bei Weltmeisterschaften gewann er 2009 in Varberg gemeinsam mit Hamish Pepper in der Bootsklasse Star die Bronzemedaille.
Ab 1995 war Monk ein gefragtes Crewmitglied im America’s Cup. Er gehörte sowohl 1995 als auch 2000 zur siegreichen neuseeländischen Mannschaft, in den Folgejahren gehörte er bei verschiedenen anderen Booten wie BMW Oracle Racing zur Crew.